# إليسا (مغنية يابانية)
إليسا (باليابانية: ELISA) هي مغنية وعارضة يابانية، ولدت في 14 أبريل 1989 في كاناغاوا في اليابان.

## وصلات خارجية
- الموقع الرسمي
- إليسا على موقع ميوزك برينز (الإنجليزية)
- إليسا على موقع ديسكوغز (الإنجليزية)
- إليسا على موقع ANN person (الإنجليزية)